# Agrilus mimicus
Agrilus mimicus – gatunek chrząszcza z rodziny bogatkowatych i podrodziny Agrilinae.
Gatunek ten opisany został w 2019 roku przez Eduarda Jendeka i Wasilija Griebiennikowa na łamach Zootaxa. Jako miejsce typowe wskazano drogę z Namthy Muang Sing w Laosie.
Chrząszcz o wrzecionowatym w zarysie ciele długości 5,1 mm. Wierzch ciała jest jednolicie ubarwiony. Głowa wyposażona jest w oczy złożone o średnicy mniej więcej równej połowie szerokości ciemienia. Ciemię jest gęsto pomarszczone i ma głęboki pośrodkowy wcisk. Czułki mają piłkowanie zaczynające się od czwartego członu. Przedplecze jest podłużne do kwadratowego, najszersze pośrodku; ma łukowaty i szeroki płat przedni na wysokości kątów przednich, lekko łukowate i w tyle zafalowane brzegi boczne i ostre kąty tylne. Na powierzchni przedplecza występuje pełny wcisk środkowy i para wąskich, płytkich wcisków bocznych. Prehumerus ma formę żebrowatą. Boczne żeberka przedplecza są umiarkowanie zbieżne. Pokrywy mają dwubarwne owłosienie układające się w łatki oraz osobno wyostrzone wierzchołki. Przedpiersie ma wąsko i łukowato wykrojoną odsiebną krawędź płata oraz wgnieciony i lekko rozszerzony wyrostek międzybiodrowy. Wyrostek międzybiodrowy zapiersia jest płaski. Odwłok ma niezmodyfikowany wciskami pierwszy z widocznych sternitów (wentryt) oraz łukowatą wierzchołkową krawędź pygidium.
Owad orientalny, endemiczny dla Laosu, znany tylko z lokalizacji typowej w prowincji Louang Namtha.